# MetroLyrics
MetroLyrics là một website chuyên về lời bài hát thành lập năm 2002. Cơ sở dữ liệu của MetroLyrics chứa hơn 1 triệu ca khúc do hơn 16.000 nghệ sĩ thể hiện.
MetroLyrics là trang web lời bài hát đầu tiên cấp phép cho thư mục lời bài hát của công ty Gracenote Inc. vào tháng 4 năm 2008. Thông qua cách cấp phép đăng lời bài hát này, người giữ bản quyền lời bài hát được trả tiền bản quyền khi lời bài hát của họ được đăng trên MetroLyrics.com. Gracenote lo liệu toàn bộ việc chi trả này. Vào tháng 1 năm 2013, LyricFind mua lại bộ phận cấp phép lời bài hát của hãng Gracenote và sáp nhập nó với bộ phận của riêng họ. Phương pháp cấp phép của MetroLyrics có sự khác biệt, trong khi nhiều website lời bài hát khác vẫn đăng các nội dung không được cấp phép và vi phạm bản quyền.
MetroLyrics được CBS Interactive mua lại vào tháng 10 năm 2011.